# Kanton Corbeil-Essonnes-Ouest
Kanton Corbeil-Essonnes-Ouest je francouzský kanton v departementu Essonne v regionu Île-de-France. Vznikl 22. ledna 1985 rozdělením původního kantonu Corbeil-Essonnes na východní a západní část.

## Složení kantonu
| Obec             | Počet obyvatel (2009) | PSČ   | INSEE       |
| ---------------- | --------------------- | ----- | ----------- |
| Corbeil-Essonnes | 42 456                | 91100 | 91 2 96 174 |
| Villabé          | 4898                  | 91100 | 91 2 96 659 |